# RANKL
TNFSF11, или RANKL (от англ. Tumor necrosis factor ligand superfamily member 11; Receptor activator of nuclear factor kappa-B ligand) — мембранный белок, цитокин семейства факторов некроза опухоли. Продукт гена человека TNFSF11. Играет важную роль в метаболизме костной ткани, активируя остеокласты.

## Функции
TNFSF11 (обозначается также RANKL) входит в многочисленное семейство факторов некроза опухоли (TNF). Является лигандом для рецепторов TNFRSF11B (остеопротегерин) и TNFRSF11A (RANK). Является ключевым фактором дифференцировки и активации остеокластов, клеток, которые обеспечивают резорбцию костной ткани. Кроме этого, RANKL играет роль в иммунной системе. Белок экспрессируется на Т-хелперах и вовлечён в созревание и выживание дендритных клеток. Активация Т-лимфоцитов приводит к индукции экспрессии цитокина, повышению остеокластогенеза и потере костной ткани. Кроме этого, RANKL активирует анти-апоптозную киназу AKT/PKB через комплекс Src-киназы и фактора TRAF6 и, таким образом, может играть роль в регуляции апоптоза.

## Структура
Белок состоит из 317 аминокислот, молекулярная масса — 35,5 кДа. Содержит небольшой N-концевой внутриклеточный домен, единственный трансмембранный участок и внеклеточный домен.
Является гомотримером. Является мембранным белком, но может высвобождаться в свободном виде после гидролиза участка 139—140 под действием протеазы ADAM17. При этом образуется белок из 178 аминокислот.
Взаимодействует с рецептором TNFRSF11B.

## Тканевая экспрессия
Наивысшая экспрессия наблюдается в периферических лимфатических узлах, низкий уровень - в селезёнке, периферических лимфоцитах крови, костном мозге, сердце, плаценте, скелетных мышцах, желудке и щитовидной железе.

## Роль в патологии
Избыточное продукция RANKL связана с рядом дегенеративных заболеваний, включая ревматоидный артрит и псориатический артрит. 
Мутации гена TNFSF11 вызывают аутосомный рецессивный остеопетроз 2-го типа, нарушение костной ткани, характеризующееся повышенной плотностью из-за замедленной ресорбции незрелых костей.